# Резолюция Совета Безопасности ООН 1150
Резолюция Совета Безопасности ООН 1150 — единогласно принятая 30 января 1998 года, после подтверждения всех резолюций по Грузии, в частности резолюции 1124 (1997), Совет продлил мандат Миссии наблюдателей Организации Объединённых Наций в Грузии (МООННГ) до 31 июля 1998 года.

## Содержание
И Грузия, и Абхазия приветствовали предложение Генерального секретаря Кофи Аннана об активизации участия Организации Объединенных Наций в мирном процессе и план его осуществления. Кроме того, права человека должны соблюдаться обеими сторонами. Между тем, была обеспокоенность ситуацией в Гальском районе в связи с установкой наземных мин, преступностью, похищением людей, убийствами и вооруженными группировками, что нарушило мирный процесс и возвращение беженцев.
Совет Безопасности с удовлетворением отметил, что значительная часть основ мирного процесса была завершена, но важные аспекты конфликта в Абхазии еще предстоит решить. Требовался прямой диалог между сторонами, а также подчеркивалась неприемлемость демографических изменений, вызванных конфликтом и безопасным возвращением беженцев. Деятельность вооруженных группировок и установка мин в Гальском районе были осуждены в резолюции, в которой также содержится призыв к защите персонала МООННГ и продолжению оказания международной гуманитарной помощи.

## Голосование
| За (15) | Воздержались (0) | Против (0) |
| --- | ---------------- | ---------- |
| - Великобритания - Россия - США - Франция - Китай - Бахрейн - Бразилия - Габон - Гамбия - Кения - Коста-Рика - Португалия - Словения - Швеция - Япония |                  |            |
| * жирным выделены постоянные члены Совета Безопасности ООН                                                                                             |                  |            |